# Orogene gordel
Een orogene gordel, mobiele gordel of orogeen is een langgerekte zone in de aardkorst die heeft blootgestaan aan grootschalige deformatie, zoals plooiingen, breuken en schuifzones. Een orogene gordel kan een tektonisch actieve gebergtegordel zijn, maar ook een voormalig gebergte of een tektonisch actieve gordel waar (nog) geen gebergtevorming voorkomt. Orogene gordels zijn een type geologische provincie; andere soorten provincies zijn bijvoorbeeld schilden, kratons en sedimentaire bekkens.

## Geologische kenmerken
Orogene gordels worden gekenmerkt door de sporen van grootschalige deformatie. Actieve orogene gordels hebben een hoge frequentie van aardbevingen en vulkanisme. Oudere, inactieve orogene gordels vertonen intens vervormde, scheef gestelde of verschoven gesteentelagen, overschuivingen, plooien, metamorfe terreinen, en grote intrusies, lichamen van gestold magma (stollingsgesteente).
Orogene gordels bestaan vaak grotendeels uit oorspronkelijk sedimentair gesteente. Dit werd voor of tijdens het ontstaan van de gordel afgezet in de langgerekte zone langs de rand van een continent, bijvoorbeeld op het continentaal plat, in een oceanische trog, een achterboogbekken of langs een passieve marge. In zulke sedimentaire bekkens kunnen tientallen kilometers sediment accumuleren. Dit dikke pakket sediment kan door de zeer langzame beweging van tektonische platen en continenten over het aardoppervlak knel komen te zitten als twee continenten naar elkaar bewegen.
De structuur van de meeste orogene gordels is ongeveer symmetrisch. Het centrale deel van de gordel bestaat uit intens gedeformeerd kristallijn gesteente - zowel sterk metamorfe sedimenten als magma-intrusies. Aan weerszijden hiervan liggen zones van geplooide en overschoven sedimentaire gesteenten. Dit zijn typisch vooral sedimenten afgezet in de zee. Het betreft vooral kalksteen, zandsteen en schalie. In deze zones zijn de gesteentes niet of slechts met lage graad gemetamorfoseerd.

## Vorming
De ontwikkeling van orogene gordels wordt beschreven door de orogene cyclus. De gordel is alleen tektonisch actief tijdens het eerste deel van de cyclus. De totale cyclus neemt honderden miljoenen jaren in beslag. De gordel ontstaat langs een subductiezone, waar tektonische platen naar elkaar bewegen en terreinen zich door middel van accretie ophopen. Tijdens deze fase is de gordel een tektonisch mobiel gebied maar hoeft geen gebergtevorming op te treden.
De accretie van stukken aardkorst wordt uiteindelijk gevolgd door continentale collisie waarbij twee continenten op elkaar in bewegen en een hooggebergte ontstaat. De gordel evolueert dan in een gebergtegordel.
Als de convergente tektonische beweging stopt, wordt de orogene gordel inactief. In dit stadium verdwijnt het gebergte, als gevolg van erosie. Hoewel alle gebergtegordels ook orogene gordels zijn, is een orogene gordel niet altijd een gebergtegordel.
Een voorbeeld van een actieve orogene gordel is de Alpide gebergtegordel, die zich over vier continenten uitstrekt. Deze orogene gordel ontstond tijdens de huidige orogene cyclus, waarvan de fase van gebergtevorming de Alpiene orogenese heet. De gebergtevorming van de vorige cyclus wordt in Europa de Hercynische orogenese genoemd; deze had haar hoogtepunt rond 300 miljoen jaar geleden (in het Carboon). Inactieve orogene gordels van oudere orogene cycli doorkruisen alle continenten. Ze scheiden vaak kratons of schilden van elkaar - dit zijn stukken aardkorst die zeer oud en stabiel zijn.
Een groot vraagstuk in de geologie is of de processen van continentale accretie, platentektoniek en gebergtevorming in het geologische verleden hetzelfde verliepen als tegenwoordig. Orogene gordels ouder dan ongeveer 1 miljard jaar (ongeveer twee cycli) vertonen namelijk verschillen met jongere gordels.